# Jan Andrew Nilsen
Jan Andrew Nilsen (* 21. Februar 1936 in Fredrikstad, Norwegen; † 30. Oktober 2014 in Skjåk, Norwegen) war ein norwegischer Volkshochschullehrer, Journalist und Schriftsteller.

## Leben
Nach dem Besuch der Volksschule in Fredrikstad begann er zuerst eine Lehre in einer Schiffswerft. Nachmittags und abends nahm er am Unterricht für das Realschulexamen teil und wollte sich danach für ein Ingenieurstudium in der Schweiz vorbereiten. Dann aber wurde er auf seinem weiteren Bildungsweg vom Ortspfarrer Fyrwald angeleitet. Durch ihn erweiterte Nilsen sein Wissen über Philosophie und Ethik und begann, sich nun für pädagogische Fragen zu interessieren.
Nach Abschluss der Lehre und der Realschule begann Nilsen eine Ausbildung zum Volksschullehrer. Sein Vorbild war nun der norwegische Schriftsteller Jens Bjørneboe, da sich Nilsen als Lehrer für eine Neugestaltung des dänischen  Volksschulsystems einsetzen wollte. Bjørneboe arbeitete damals in der Rudolf-Steiner-Schule in Oslo und Nilsen war von seiner Pädagogik sehr beeindruckt. Gleichzeitig aber positionierte er sich auch immer wieder kritisch gegen die Anthroposophie sowie auch gegen einige der dazugehörenden pädagogischen Theorien.
Ähnliche Gedanken über pädagogische Praxis wie bei Steiner fand Nilsen auch in der dänischen Freischule. Diese Schulformen waren nach der Pädagogik von Nikolai Frederik Severin Grundtvig und Kristen Kold aufgebaut und hatten viel gemeinsam mit der Steinerschen Schulpädagogik.
Ein Jahr lang besuchte Nilsen die berühmte Volkshochschule Askov Højskole (Askov Sogn) in Dänemark. Dort lernte er seine erste Ehefrau, die dänische Philologin und Romanistin Annette Mørkeberg Meyer kennen, von der er sich 1976 trennte. Zwei Jahre später, 1978, heiratete er die schwedische Germanistin Ulla Elisabeth Nissen.
Zusammen mit Annette Mørkeberg Meyer und anderen jungen Pädagogen plante Nilsen die Gründung einer neuen Volkshochschule in Fredrikstad. Deshalb gingen sie nach Dänemark, um sich dort besser über die moderne Volkshochschulpädagogik zu informieren. So kamen sie an die Snoghøj Folkehøjskole in Fredericia (Dänemark), wo sie beide fünf Jahre lang als Gastlehrer tätig waren.

## Tätigkeit
1968 erhielten Jan A. Nilsen und Annette Mørkeberg Meyer je ein Stipendium für einen Studienaufenthalt in Rumänien – Fachgebiet Rumänische Sprache, bzw. Modernes rumänisches Theater. Nach dem Aufenthalt 1968/1969 in Bukarest und nach mehreren Dokumentationsfahrten durch das Land – wobei Nilsen einmal auch bis ins nördliche Oascher Gebiet Kreis Satu Mare kam und dort, zusammen mit dem rumänisch-deutschen Schriftsteller Claus Stephani, den chassidischen Einsiedler Moișe Certezer interviewte – kehrten sie nach Norwegen zurück.
In Norwegen nahm Nilsen eine Redakteurstelle bei der bekannten zentralen Tageszeitung „Verdens Gang“ (Oslo) an, wo er sich besonders mit Kultur und politischem Zeitgeschehen in Osteuropa beschäftigte. Er schrieb für diese Zeitung  – nach mehreren Reisen in die Sowjetunion, nach Rumänien, in die baltischen Staaten und in die DDR – zahlreiche Reportagen. Dabei entwickelte Nilsen ein starkes Engagement für die regimekritische Literatur und Kunst in Osteuropa. So schmuggelte er immer wieder Texte und besonders Gedichte von verfolgten und verbotenen Autoren aus der DDR und aus Rumänien heraus, um diese Werke in Westeuropa bekannt zu machen. Durch seine „Flora-Rumänien Aktion“ initiierte er mehrere materielle Hilfssendungen nach Rumänien. Außerdem gründete er in Sibiu ein Frauenhaus, das auch heute noch in Betrieb ist, und eröffnete, ebenfalls in Sibiu, eine Abendvolkshochschule, die aber dann von den sozialistischen Behörden geschlossen wurde.
Nilsen war ab 1968 neben seiner schriftstellerischen und publizistischen Tätigkeit auch als Lehrer und Direktor an  verschiedenen Grundschulen, an der dänischen Freischule und an dänischen und norwegischen Volkshochschulen tätig. Als Freier Mitarbeiter war er bei mehreren norwegischen Zeitungen beschäftigt und hat zahlreiche Beiträge veröffentlicht, so auch in „Fredrikstad Blad“, „Firda Folkeblad“, „Hadeland“, „Ny tid“ u. a.
In seinem vielleicht wichtigsten Buch über das kommunistische Gesellschaftssystem in Osteuropa, „Statsfiender“ („Staatsfeinde“), stellt Nilsen in längeren Gesprächen prominente Oppositionelle, Dissidenten und andere Nonkonformisten aus den von ihm besuchten sozialistischen Ländern vor, so Romualdas Lankauskas (Litauen/UdSSR), Robert Roschdestwenski (UdSSR), Peter Huchel, Wolf Biermann (DDR), Ana Blandiana, Rolf Bossert, Cezar Ivănescu, Claus Stephani, Eugen Jebeleanu, Ioan Mateș, Petru Popescu, Diet Sayler, Haim Schwartzmann und Marin Sorescu (Rumänien). Dabei berichtete Nilsen auch ausführlich über seine Begegnung in Bukarest mit dem rumäniendeutschen Lyriker Rolf Bossert, der ab 1984 ins Visier der Securitate geraten war. Es war das erste Buch in Skandinavien, in dem eine so große Anzahl osteuropäischer Schriftsteller und Künstler im Gespräch mit dem Herausgeber zu Wort kommen konnten, um über ihr Leben und kreatives Schaffen im real existierenden Sozialismus zu berichten. Diese Interviews hatte Nilsen – als Zeitdokumente –  noch vor der 1990 einsetzenden Wende und dem anschließenden Ende des sozialistischen Gesellschaftssystems aufgezeichnet.

## Werke (Auswahl)
- En diktare är ingen sockesäck. Nio lyriker från DDR (Neun verbotene ostdeutsche Lyriker, von Sebastian Lybeck ins Schwedische übersetzt, herausgegeben von Jan Andrew Nilsen). FIBs Lyrikklubb: Stockholm, 1968.
- Cezar Ivănescu / Jan Andrew Nilsen: I Stalinistenes klør [In den Klauen des Stalinismus]. Rumensk lyriker i sultesstreik (Interview). In: Ny Tid (Oslo), nr. 5, Februar 1990, S. 16.
- Det store vi – en trussel mot pedagogisk frihet.  Essays og satirer om utdanning og makt. Eide Forlag: Bergen, 1993.
- „Hubertusweg 43-45“. Peter Huchel, Leben und Werk. Insel Verlag: Frankfurt am Main, 1996.
- En værstegutt og andre værstingær. [Eine Erzählung von der Kindheit in Fredrikstad.] Dissident Forlag: Florø, 1997.
- Statsfiender. Et østeuropeisk memento til vesten. Møte med opposisjonelle og andre i Sovjet/Russland, Litauen, Romania og DDR (Staatsfeinde. Ein osteuropäisches Mahnzeichen an den Westen. Gespräche mit Oppositionellen und Anderen in Sowjetrussland, Litauen, Rumänien und in der DDR.) Dissident Forlag: Florø, 1997.
- Under hjulet (Unter dem Rad. Begegnung mit dem deutsch-rumänischen Dissidenten und Schriftsteller Rolf Bossert, 1984.) In: Statsfiender. Dissident Forlag: Florø, 1997.
- Værhanenes revolusjon (Die Revolution der Windbeutel.) Jan Andrew Nilsen im Gespräch mit dem deutsch-rumänischen Schriftsteller Claus Stephani, Redakteur der  Zeitschrift „Neue Literatur“ in Bukarest. Sonderdruck aus dem Buch „Statsfiender“, Dissident Forlag: Florø, 1998.
- En værstegutt og andre værstingær. Dissident Forlag: Florø, 1997
- Ausgestoßen. Diet Sayler. In: Diet Saylers Kunstkatalog. Verlag für moderne Kunst: Nürnberg, 1999, S. 40–44.